# قوشة بلاغ
قوشة بلاغ هي قرية في مقاطعة ميانة، إيران. عدد سكان هذه القرية هو 526 في سنة 2006.